# Wally Wood
Pour les articles homonymes, voir Wood.
Wallace Allan Wood, plus connu sous le nom de Wally Wood (17 juin 1927 à Menahga - 2 novembre 1981 à Los Angeles), est un auteur et éditeur de bande dessinée américain, surtout connu dans le monde anglophone pour ses publications chez EC Comics et dans Mad et dans le monde francophone par les traductions parues dans L'Écho des savanes. William Gaines, directeur d'EC, a dit de lui : « Wally a dû être notre auteur le plus inquiet... Je ne prétends pas faire un rapport entre les deux, mais il a aussi peut-être été le plus brillant,. »

## Biographie

### Les débuts
Dès son plus jeune âge, Wallace Wood lit et dessine des bandes dessinées. Ses premiers travaux sont très influencés par Roy Crane. En 1944, il quitte avec succès le lycée et se dirige vers la marine marchande pour la fin de la Seconde Guerre mondiale. En 1946, il s'engage dans le 11e régiment de paras de l'United States Army et est envoyé à Hokkaidō, parmi les forces d'occupation américaines du Japon. Ses obligations accomplies, il retourne à New York à l'été 1948, où il travaille comme aide-serveur chez Bickford's tout en suivant des cours à la Cartoonists and Illustrators School.
Aidé par le représentant d'auteurs Renaldo Epworth, il fait son entrée dans le monde de la bande dessinée en 1948 comme lettreur et encreur pour le Fox Feature Syndicate : « Mon premier travail professionnel a été de lettrer des bandes dessinées sentimentales pour Fox en 1948. Ça a duré environ un an. J'ai aussi commencé à faire des décors, et à encrer. Surtout des trucs sentimentaux. Pour une page, je recevais cinq dollars... Deux fois par semaine, j'encrais dix pages en une journée. » Il travaille la même année comme assistant de George Wunder, qui avait repris la série de Milton Caniff Terry et les Pirates.
Toujours pour Fox, il publie sa première histoire fin 1948, The Tip-off woman dans le fascicule western Women Outlaws no 4 (daté de janvier 1949). Son histoire suivante est publiée dans My confession no 7 (août 1949). À partir de cette date, il collabore régulièrement à My Experience, My Secret Life, My Love Story et My True Love: Thrilling Confession Stories. Sa première signature, un Woody à moitié caché sur le fronton d'un théâtre, apparaît dans My confession no 8 en octobre 1949.
Il débute avec EC Comics, l'éditeur chez lequel il deviendra célèbre, en novembre 1949, comme encreur de I Thought I Loved My Boss, une histoire de sept pages publiée dans A Moon, a Girl...Romance no 10, et comme dessinateur à part entière de la principale histoire du fascicule Saddle Romances no 1 : I was just a playtime cowgirl, encrée par Harrison.

### Les années 1950

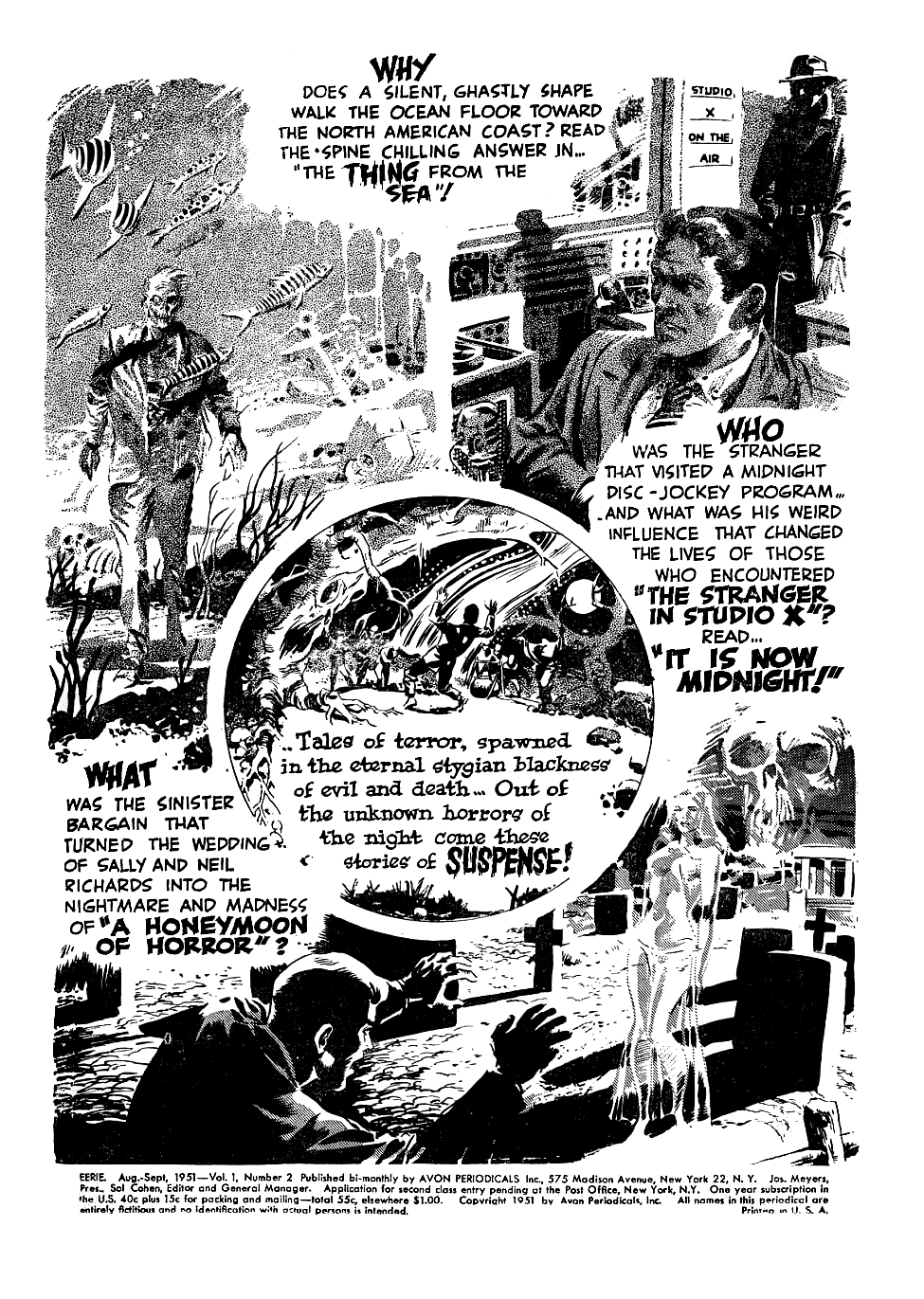
Eerie no 2, août 1951.

Wood, qui travaille alors dans un studio à Manhattan, au croisement de la 64e rue Ouest et de la Colombus Avenue, commence à se faire remarquer pour son travail de science-fiction chez EC et Avon Comics. Durant cette période, il crée des histoires dans une très grande variété de sujets et de genres, de l'eau-de-rose à l'aventure, en passant par la guerre, l'horreur, et l'humour satirique pour le Mad d'Harvey Kurtzman. Il dessine et encre ainsi plusieurs douzaines d'histoires dans les publications-phares d'EC Weird Science, Weird Fantasy, Two-Fisted Tales et Tales from the Crypt, mais aussi dans des titres moins connus : Valor, Piracy and Aces High.
À partir de scénarios et d'esquisses de Jules Feiffer, il travaille durant deux mois sur Le Spirit, pour l'histoire du début des années 1950, The Spirit in Outer-space. Eisner le paie « environ 30 $ par semaine [pour] le lettrage et des décors du Spirit. Parfois 40 quand je faisais tous les dessins. » Wood travaille aussi beaucoup dans les couvertures et l'illustration intérieure de livres de poche, dont celles de la réédition 1959 de la série de Bobbs Merrill « Childhood of famous Americans ».
De 1957 à 1967, il illustre aussi plus de 60 numéros du digest Galaxy Science Fiction, travaillant à partir d'histoires d'Isaac Asimov, Philip K. Dick, Jack Finney, C.M. Kornbluth, Frederik Pohl, Robert Silverberg, Robert Sheckley, Clifford D. Simak ou Jack Vance. Il réalise aussi six couvertures de Galaxy Science Fiction Novels entre 1952 et 1958. Il publie des dessins humoristiques dans les magazines pour hommes Dude, Gent et Nugget. En 1958, il encre durant les huit premiers mois de sa publication dans les journaux américains la bande dessinée Sky Masters dessinée par son légendaire collègue Jack Kirby.

### L'Âge d'or

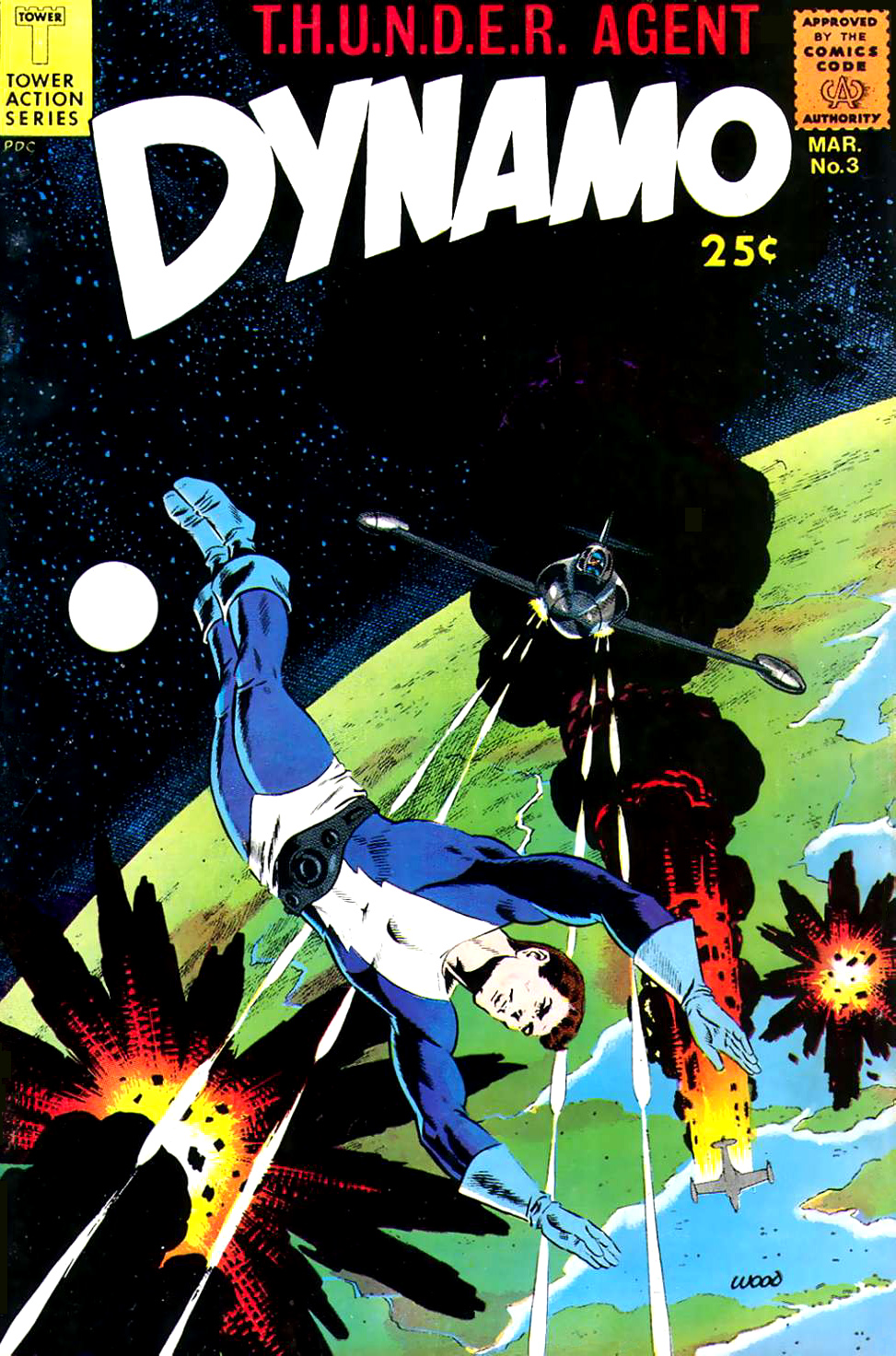

Wood travaille pour à peu près tous les grands éditeurs, de Marvel (Atlas Comics), à DC (House of Mystery, Plop!, Stalker, All Star Comics, Challengers of the Unknown), en passant par Warren (Creepy, Eerie, Vampirella et 1984), mais aussi pour d'autres plus petits, comme Avon (Strange Worlds), Charlton (War and Attack, Jungle Jim), Fox (Martin Kane, Private Eye), Gold Key (M.A.R.S. Patrol Total War, Fantastic Voyage), Harvey (Unearthly Spectaculars), King Comics (Jungle Jim), Atlas/Seaboard (The Destructor), Youthful Comics (Capt. Science), Tower Comics (T.H.U.N.D.E.R. Agents) et le fabricant de jouets Wham-O (Wham-O Giant Comics).
Pour Marvel, durant l'Âge d'argent des comics il dessine et encre Daredevil no 5 à 8 et encre (sur des dessins de Bob Powell) les numéros 9 à 11, créant le costume rouge caractéristique du personnage dans le numéro 7 ; il encre également les Vengeurs no 20 à 22. Il réalise aussi les dix premières pages de Dr. Doom dans Astonishing Tales no 1 à 4 (août 1970 - février 1971) et plusieurs histoires d'horreur dans Tower of Shadows no 5 à 6 (mai - novembre 1970).
Wood est également célèbre pour la création du poster satirique anonyme The Disneyland Memorial Orgy, dessiné pour The Realist de Paul Krassner. Ce dessin dépeint plusieurs personnages Disney copyrightés dans diverses activités (dont la fornication ou la prise d'héroïne), le château de Cendrillon irradiant de dollars. En 1981 encore, quand on lui demandait s'il avait réalisé ce dessin, Wood répondit seulement : « Je préfère ne rien dire ! Ça doit être le dessin le plus piraté de l'histoire ! Tout le monde en faisait des copies. Il paraît que des gens ont été arrêtés pour l'avoir vendu. J'ai toujours trouvé que les histoires Disney étaient sexy : Blanche Neige, etc. » Disney n'entreprit aucune poursuite contre Krassner ou sa publication mais attaqua en justice l'éditeur d'une version piratée.
Au cours des années 1960, Wood dessine de nombreux gags et illustre des cartes à collectionner pour Topps Chewing Gum, dont les crayonnés initiaux de la fameuse série de 1962 Mars Attacks! de Bob Powell and Norman Saunders. Actif dans les années 1970 au sein de l'Academy of Comic Book Arts, Wood collabore aux diverses éditions de l'annuel ACBA Sketchbook.
Durant toutes ces années, de nombreux artistes travaillent dans son studio, parmi lesquels Dan Adkins, Richard Bassford, Tony Coleman, Nick Cuti, Leo and Diane Dillon, Larry Hama, Russ Jones, Wayne Howard, Paul Kirchner, Joe Orlando, Bill Pearson, Al Sirois, Ralph Reese, Bhob Stewart, Tatjana Wood ou encore Mike Zeck.

### Wood éditeur
En 1966, Wood lance witzend, un comics underground, dans lequel il offrait à ses collègues la possibilité de créer en dehors des conventions de la bande dessinée industrielle. Après le quatrième numéro, Wood laisse la place à Bill Pearson, qui continue la publication jusqu'aux années 1980.
En 1969, il crée un autre comics underground majeur : Heroes, Inc. Presents Cannon, destiné à ses lecteurs militaires de Sally Forth. En collaboration avec Steve Ditko et Ralph Reese pour le dessin, et avec Ron Whyte pour les scénarios, il réalise Cannon, The Misfits et Dragonella.
Souffrant d'insuffisance rénale chronique à partir du début des années 1970, ayant perdu la vue d'un œil après une attaque cardiaque en 1978, Wood, face au déclin de sa santé, malgré la reconnaissance de ses pairs, se suicide par balle en 1981. Son travail, dès les années 1950, a une grande influence sur de nombreux auteurs, comme Bassford, Reese, Larry Hama, Kyle Baker, Hilary Barta, Sid Check, Rand Holmes, Wayne Howard, Howard Nostrand, Mark Schultz, William Stout, Tom Sutton, Bruce Timm, Bill Wray ou encore Bernie Wrightson.

## Analyse
Pendant qu'il travaille chez EC Comics, et surtout quand il dessine des histoires pour Mad édité par Harvey Kurtzman, Wally Wood apporte une distanciation dans son œuvre. Il y a en même temps un art du récit dessiné et une réflexion sur cet art. Les lecteurs sont invités à suivre le récit et à comprendre la construction de la bande dessinée.

## Œuvres publiées en français

### Revues
- Divers récits courts dans L'Écho des savanes, 1975-1986.
- Divers récits courts dans Vampirella français n° 3, 4 et 6 (Publicness)
- Sally Forth, dans L'Écho des Savanes, 1975-1977.
- Cons de fées, dans L'Écho des Savanes, 1975-1977.
- Cannon, dans L'Écho des Savanes, 1978-1979.

### Albums
- Sally Forth, Éditions du Fromage, coll. « L'Écho des savanes » :

1. Sally Forth, 1976.
2. Sally Forth 2, 1978.

- Cons de fées, Éditions du Fromage, 1977.
- Le Roi du monde, Éditions du Triton, 1978.
- Cannon, Éditions du Fromage, 1979.
- Wallace Wood (trad. de l'anglais), Cannon, Channay-sur-Lathan, Komics initiative, 28 février 2020, 320 p. (ISBN 978-2-491374-03-7)
- Conquêtes païennes, Éditions du Triton, 1980.
- Sorcelleries, Neptune, 1982.
- Tales from the crypt vol. 9 : Plus dure sera la chute, Albin Michel, 2000.
- Sally Forth, Éditions Hors Collection :

1. J'aurais mieux fait de me taire !, 2000.
2. Je ne suis pas celle que vous croyez !, 2001.

## Récompenses obtenues
- 1957 : Prix du comic book de la National Cartoonists Society (NCS)
- 1959 : Prix du comic book de la NCS
- 1965 : Prix du comic book de la NCS
- 1965 : Prix Alley du meilleur dessinateur ; du meilleur comic géant pour T.H.U.N.D.E.R. Agents n°1 (avec divers auteurs) ; du meilleur nouveau strip ou comic book pour T.H.U.N.D.E.R. Agents (avec Len Brown)
- 1967 : Prix Alley du meilleur encrage
- 1977 :  Prix du dessinateur étranger au festival d'Angoulême[12]
- 1980 : Prix Inkpot
- 1989 : Temple de la renommée Jack Kirby (à titre posthume)
- 1992 : Temple de la renommée Will Eisner (à titre posthume)
- 2011 : Temple de la renommée Joe Sinnott (à titre posthume), pour son œuvre d'encreur

## Expositions
- 2020 : Les Mondes de Wallace Wood au Musée d'Angoulême pour le Festival d'Angoulême 2020